# Czornaja Natapa (przystanek kolejowy)
Czornaja Natapa (biał. Чорная Натапа, ros. Чёрная Натопа) – przystanek kolejowy w pobliżu miejscowości Malatycze, w rejonie krzyczewskim, w obwodzie mohylewskim, na Białorusi. Położony jest na linii Orsza - Krzyczew - Uniecza.
Nazwa pochodzi od przepływającej w pobliżu rzeki Czornaja Natapa.